# Eduard Haenel
Friedrich Eduard Haenel (* 5. März 1819 in Dresden; † 22. Mai 1878 in Magdeburg) war ein deutscher Ingenieur und Vorsitzender des Vereins Deutscher Ingenieure (VDI).

## Leben
Bereits als junger Ingenieur wurde Eduard Haenel Maschinendirektor der Gräflich Stolbergschen Maschinenfabrik in Magdeburg. Er trat dem Verein Deutscher Ingenieure in dessen Gründungsjahr 1856 bei. Haenel war Gründungsvorsitzender des im Jahr 1857 gegründeten VDI-Bezirksvereins Magdeburg. In den Jahren 1858 und 1863 war er Vorsitzender des VDI.
Fachlich beschäftigte Haenel sich mit Girard-Turbinen.